# Sammlung Falckenberg

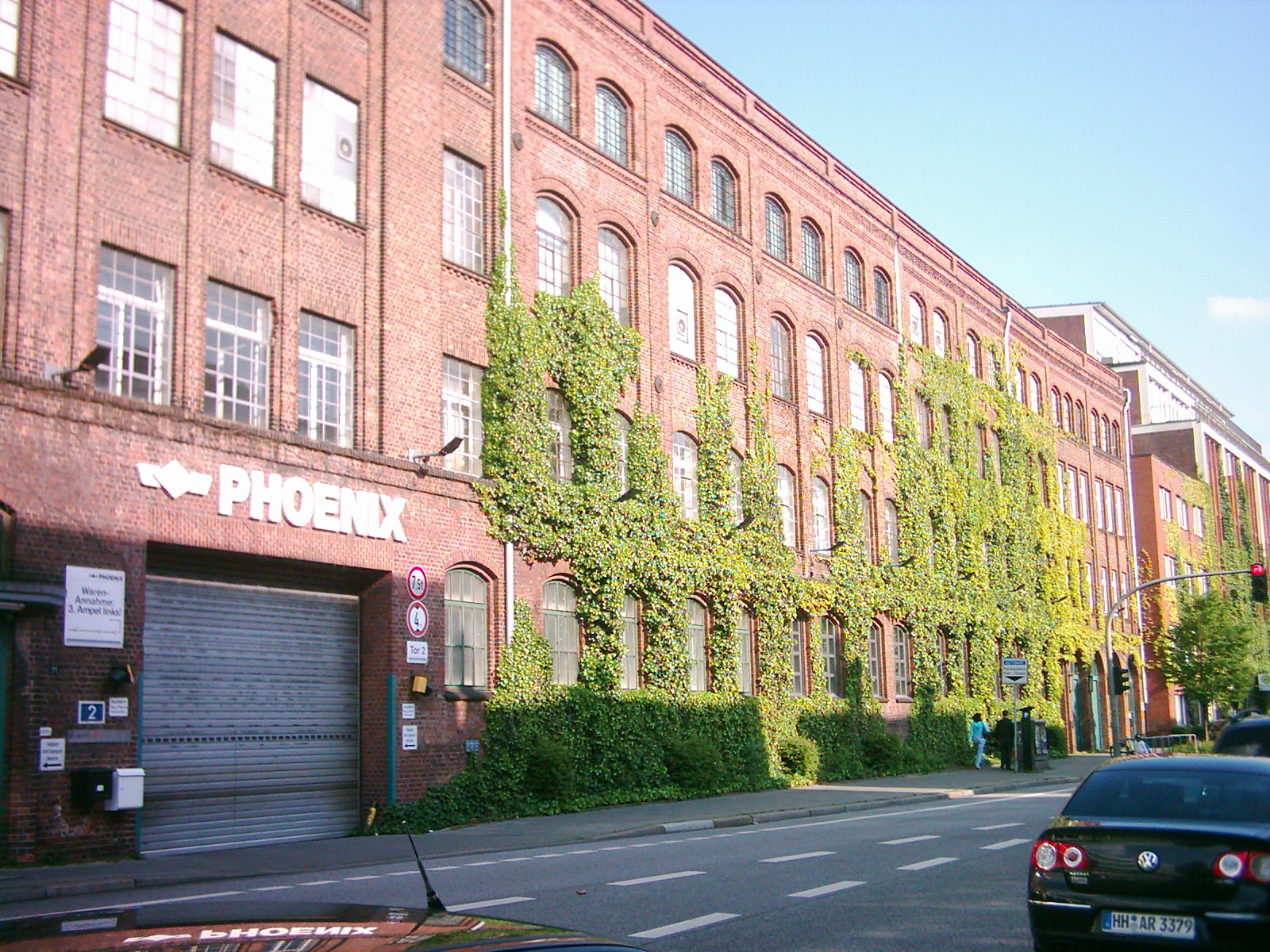
Sammlung Falckenberg

De Sammlung Falckenberg is een privé-kunstverzameling in Hamburg van Dr. Harald Falckenberg (1943).

## Situering
Sinds 2001 vindt de collectie Falckenberg een onderkomen in de vroegere fabriekshallen van Phoenix AG te Hamburg-Harburg en is slechts op afspraak te bezichtigen. De totale beschikbare ruimte omvat 4000 m² verdeeld in 2300 m² voor de jaarlijks wisselende tentoonstellingen en 1700 m² voor het herbergen van het Schaudepot.
De kunstcollectie omvat 1600 werken van internationale avantgardekunstenaars waaronder een groep werken van de Wiener Aktionisten van Martin Kippenberger, maar ook grote installaties van  Jonathan Meese en Thomas Hirschhorn. Verder bevat de collectie werken van Werner Büttner, William Copley, Albert Oehlen, C.O. Paeffgen, Richard Prince en Tom Wesselmann.
Het  Amerikaanse tijdschrift ARTnews telde de Sammlung Falckenberg tot de 200 beste van de wereld.